# 河南设治局
河南设治局，民國時設置於新疆省的設治局，今新疆维吾尔族自治区察布查尔锡伯自治县。

## 历史沿革
民国二十六年（1937年），析伊宁县属锡伯营区域置河南设治局，因地处伊犁河南而得名。局所驻察布查尔（今新疆察布查尔锡伯自治县驻地察布查尔镇）。民国二十八年（1939年）置河南县。因与河南省重名，民国三十三年更名为宁西县。民国三十六年间补办法律手续。